# BBC Sport
BBC Sport és la divisió esportiva de la BBC. Aquesta secció es dedica exclusivament a les notícies esportives des de l'any 2000. La BBC Sport retransmet esdeveniments esportius de tennis, futbol, rugbi, automobilisme, atletisme, carreres de cavalls, golf, snooker i cricket, a més dels Jocs Olímpics.